# Glückliche Reise
Personnages
- Robert von Hartenau (ténor lyrique)
- Stefan Schwarzenberg (ténor bouffon)
- Monika Brink (soubrette)
- Lona Vonderhoff (soprano)
- Homann, chef d'un bureau de voyage (comique chanteur)
- le conseiller Walter Hübner (rôle parlé)
- Peter Brangersen, capitaine (acteur chanteur)
- Sarah (alto)
- le manager Bielefeld (rôle parlé)
- Frau Maschke (rôle parlé)
- Käthe Hinz (rôle parlé)
- Ludmilla Mayer (rôle parlé)
- Paul, l'apprenti (rôle parlé)

Airs
- Drüben in der Heimat, da blüht ein Rosengarten
- Das Leben ist ein Karussell
- Nacht muss es sein
- Liebe kennt keine Grenzen
- Schatz, der erste Satz
- Glückliche Reise

Glückliche Reise (en français Bon voyage) est une opérette d'Eduard Künneke sur un livret de Max Bertuch et des paroles de Kurt Schwabach, créée en 1932 à Berlin.

## Argument

### Acte I
Dans une plantation isolée en Argentine
Après la fin de la Première Guerre mondiale, au cours de laquelle ils avaient servi comme officiers, Robert von Hartenau et son ami Stefan Schwarzenberger ont quitte l'Allemagne et cherché le bonheur à l'étranger. Le seul lien avec l'Allemagne est une correspondance que chacun d'eux a avec une fille de Berlin. Stefan correspond avec Monika Brink. À en juger par ce qu'elle lui écrit, elle doit être assez riche, une femme du monde. Robert correspond avec Lona Vonderhoff, qui ne semble pas avoir de qualités particulières.
Lorsque Stefan et Robert reçoivent à nouveau la visite de leur vieil ami le capitaine Brangersen, qui agit comme une sorte de facteur, ils ont le mal du pays. Ils aspirent enfin à connaître leurs correspondantes en personne. Mais comme ils n'ont pas les moyens de payer la traversée, Brangersen engage les deux comme stewards ; ils leur ont fait croire qu'ils vivaient dans une ferme qu'ils exploitent avec succès.

### Actes II et III
Berlin à la fin des années 1920
Monika a exagéré dans ses lettres. Elle n'est pas femme riche ! En réalité, elle gagne son pain dans une agence de voyages. Mais ce n'est pas tout : elle a aussi écrit les lettres à Robert et s'est passer pour sa propre amie Lona sans la mettre au courant de son escroquerie ; Lona est fiancée au conseiller du gouvernement beaucoup plus âgé Hübner.
Par chance, le chemin de Stefan et Robert mène à l'agence de voyage où travaillent Monika et Lona. Pour chaque couple, c'est le coup de foudre. Ils passent la soirée ensemble dans un bar de Wannsee. Et le destin intervient de nouveau : le conseiller Hübner et son ami Homann, le chef de l'agence de voyages, sont dans le même restaurant. Il ne faudra pas longtemps avant que les manigances de Monika ne soient révélées. Après un certain nombre d'enchevêtrements et de confusions, tout va bien à la fin. Stefan est en couple avec Monika et Robert avec Lona. À la fin de l'opérette, les deux couples partent pour l'Argentine. Bon voyage !

## Orchestration
| Instrumentation de Glückliche Reise                          |
| Bois                                                         |
| 2 flûtes, 1 hautbois, 2 clarinettes ou saxophones , 1 basson |
| Cuivres                                                      |
| 2 cors, 2 trompettes, 1 trombone                             |
| Cordes pincées                                               |
| 1 harpe                                                      |
| Percussions                                                  |
| Tambours                                                     |

## Musique
La musique est contemporaine. Dominent les rythmes de danse qui prévalent dans les années 1920 : tango, rumba et foxtrot. L'introduction du blues dans l'œuvre ajoute également quelques accents jazzy.
Les Kardosch-Sänger participent à la fois à la première à Berlin et à l'adaptation au cinéma en 1933.

## Adaptations
- Bon Voyage, film allemand réalisé par Alfred Abel, avec Max Hansen, Paul Henckels, Magda Schneider et Carla Carlsen.
- Bon Voyage (de), film allemand réalisé par Thomas Engel, avec Paul Hubschmid, Paul Klinger, Ina Peters et Inge Egger.

## Source de la traduction
- (de) Cet article est partiellement ou en totalité issu de l’article de Wikipédia en allemand intitulé « Glückliche Reise » (voir la liste des auteurs).